# هاري سبانجر
هاري سبانجر (بالإنجليزية: Harry Spanjer)‏ (9 يناير 1873 – 16 يوليو 1958) هو ملاكم أمريكي راحل، مثّل بلاده في الألعاب الأولمبية الصيفية 1904.

## روابط خارجية
هاري سبانجر على موقع اللجنة الأولمبية الدولية (الإنجليزية)
- هاري سبانجر على موقع أوليمبيديا (الإنجليزية)